# فرنسيسكو أنطونيو ريال
فرنسيسكو أنطونيو ريال هو لاعب رماية برتغالي، (ولد في لشبونة في البرتغال 1885  م).

## وصلات خارجية
- فرنسيسكو أنطونيو ريال على موقع أوليمبيديا (الإنجليزية)